# Pasaje
Pasaje est une ville de l'Équateur, chef-lieu du canton du même nom, qui se trouve dans la province d'El Oro.
Elle compte 52 673 habitants (2010).
Pasaje se situe à 500 km au sud de Quito et à 17 km de Machala.
Pasaje est une ville à climat tropical. Les températures maximales et minimales moyennes sont respectivement de 28 et 22 degrés Celsius.
Le général Luis Alba Llarrea, président de l'Équateur en 1931 est né à Pasaje.